# Баглайові левади
Багла́йові лева́ди — ландшафтний заказник місцевого значення площею 23,7 га, розташований на околиці с. Білки Гайсинського району Вінницької області.
Оголошений відповідно до Рішення 27 сесії 5 скликання Вінницької обласної ради від 10.12.2009 р. № 903. Охороняється мальовничий ландшафт остепнених луків. Зустрічається мати-мачуха, суданська трава, барвінок малий, мишій сизий, деревій, миколайчики сині, дзвоники, чебрець, котячі лапки дводольні, очиток їдкий, козельці сумнівні, королиця звичайна. Поширені лікарські рослини такі як бузина чорна, глід колючий, чебрець боровий, звіробій звичайний, деревій звичайний, собача кропива звичайна,  живокіст лікарський, спаржа лікарська.